# Южный (Усть-Ишимский район)
Ю́жный — посёлок в Усть-Ишимском районе Омской области России. Входит в состав Усть-Ишимского сельского поселения. Население 363 чел. (2010) .

## История
В соответствии с Законом Омской области от 30 июля 2004 года № 548-ОЗ «О границах и статусе муниципальных образований Омской области» посёлок вошёл в состав образованного Усть-Ишимского сельского поселения.

## География
Расположен на востоке региона, в пределах Ишимской равнины, являющейся частью Западно-Сибирской равнины, на р. Ишим.
Уличная сеть состоит из семи географических объектов:
ул. 60 лет Октября, ул. Магистральная, ул. Мелиоративная, ул. Молодёжная, ул. Октябрьская, ул. Первомайская, ул. Северная.
Абсолютная высота — 50 м над уровнем моря.

## Население
| 2010 |
| ---- |
| 363  |

Гендерный состав
По данным Всероссийской переписи населения 2010 года в гендерной структуре населения из 363 человек мужчин — 178, женщин — 185 (49,0 и	51,0 % соответственно).
Национальный состав
Согласно результатам переписи 2002 года, в национальной структуре населения русские составляли 71 %, татары 27 % от общей численности населения в 355чел.

## Инфраструктура
Личное подсобное хозяйство.

## Транспорт
Улица Магистральная выходит на автодорогу «Тара — Усть-Ишим».
Водный транспорт